# نورولو
نورولو (به ترکی آذربایجانی: Nurulu) یک منطقه مسکونی در جمهوری آذربایجان است که در شهرستان ایمیشلی واقع شده‌است. نورولو ۷۸۶ نفر جمعیت دارد.